# Жолобов, Алексей Иванович
Алексей Иванович Жолобов — вице-губернатор Иркутской провинции (1731—1733).

## Карьера
Алексей Жолобов принадлежал к поколению служилых дворян, чью судьбу определили реформы Петра I. Именно благодаря преобразованиям начала XVIII в. выходец из рода московских дворян добился высокого положения в администрации Российской империи. Будучи сначала строевым, а затем штабным офицером Петровской армии, Жолобов вошёл в круг служилых дворян, которые в ходе Северной войны внесли решающий вклад в победу. После окончания войны он получил важное назначение на гражданской службе. На основании резолюции Петра I от 17 апреля 1722 г. он стал прокурором Штатс-контор-коллегии, 28 апреля 1730 г. получил чин статского советника, 31 января 1731 г. Жолобов был назначен иркутским вице-губернатором.

## Вице-губернатор
О деятельности Жолобова в Иркутске летописи сообщают:
«Он в канцелярских делах знающ, в судных — рассудителен, но корыстолюбив, чинил прицепки для насыщения своего корыстолюбия. Содержались под стражею колодники весьма редко и малое число, в сборе казённых податей по расторопным распоряжениям недоимки не было. Все граждане его любили, потому что до них был милостив, напротив, весьма строг и взыскателен до иногородних торговых гостей и промышленников, из коих более чувствовали стеснения те бедные люди, у коих в пашпортах сроки минули, а богатым промышленникам вместо прошлого от себя давал новые, впрочем, к храму Божьему был усерден столько, что своим иждивение достроил соборную церковь».
В результате жалоб на смену Жолобову в январе 1733 г. в Иркутск прибыл статский советник К. К. Сытин. Однако Жолобов, не желавший отдавать власть, устроил Сытину скандал, после которого Сытин умер 2 февраля 1733 г. Вскоре Жолобов добился возвращения поста вице-губернатора и стал мстить своим врагам, арестовывая и пытая дворян и купцов.

## Смерть
После новых жалоб в ноябре 1733 г. был арестован. 19 июля 1736 г. в Петербурге ему была отрублена голова за клевету, нарушение законов и казнокрадство.

## В искусстве
- один из персонажей исторического романа Валентина Пикуля «Слово и дело»
- главный герой исторического романа Дениса Гербера «Временщик»